# 百年戦争 (装甲騎兵ボトムズ)
百年戦争（ひゃくねんせんそう）はテレビアニメ『装甲騎兵ボトムズ』の中での、架空の宇宙戦争の名称。

## 概要
アストラギウス銀河を二つに分けたギルガメスとバララントの両陣営により、アストラギウス暦7113年に開始され、7213年に終結したことから「百年戦争」と呼ばれるようになった。正式には第三次銀河大戦と呼ぶが、TV版の放映終了後に発売されたムック本での後付け設定で、本編では一貫して百年戦争となっている。
これ以前の6181年 - 6229年の第一次銀河大戦と、6713年 - 6782年の第二次銀河大戦でも、両陣営は争ったが、それはいずれも百年という月日にまでは達しなかった。

## 開戦・大戦初期
百年戦争が開戦した原因と大戦初期の詳細な記録は殆どが消失してしまっている。それは様々な要因やデータを持った星が、ギルガメス、バララント両国の戦闘によって消滅してしまい、解明不能となってしまったためである。しかし「小説版 機甲猟兵メロウリンク」ではバララント戦艦の領宙域侵犯が原因で始まったとの説もある。
先の2つの大戦と異なり、百年戦争では両陣営がPMHM（パルス・マクガフィ・ハイパードライブ・ミサイル）を開発したことでアストラギウス銀河全域が戦火に包まれ、このミサイルによる攻撃でギルガメスは7126年に主星ギルガメス、7171年に第二主星ビシュティマを失うことになった。

## 大戦中期
初期から中期にかけての戦いは主にPMHMの撃ち合いと、艦隊戦が主であった。両軍の宇宙艦隊は激しく激突し、ミサイルの撃ち合いは多くの惑星を壊滅、または消滅させていった。
星を失う被害はギルガメスだけでは留まらず、バララントも多くの資源や、居住可能惑星を失い、ミサイルによる攻撃は両国家の疲弊を高めていくだけと問題視された。

## レクスティア星域会戦
ビシュティマを失ったギルガメスだったが、7171年9月28日にレクスティア星域奪還のために出撃した艦隊がバララントの主力艦隊と激突し、両軍合わせて十数万隻に及ぶ史上最大の艦隊決戦を繰り広げた末にバララント艦隊を壊滅させる。
大敗したバララントは有力な将兵を数多く失い、ビシュティマを失わせた代償は主星陥落に匹敵する損害を被ることで払わされることになる。
しかし、この戦いによって戦局は膠着状態に陥り、MT・ATが開発されるきっかけとなる。

## MT、AT開発
7183年に、ギルガメスは膠着した戦局を立て直す兵器として、MT（マシントルーパー）を開発した。これは、地上制圧における歩兵をより発展させた兵器としたものであり、MTの開発と活躍は銀河に拡がり、これによってギルガメスは劣勢だった勢力図を次第に塗り替えていき、MTはやがて、AT（アーマードトルーパー）という形へと進化していった。
7195年にはダリウム戦で、ATは実戦配備された後も開発は続き、その3年後にはローラーダッシュ、アームパンチを標準装備したAT、ATM-09-STスコープドッグを完成させる。
しかし、このAT開発は、劣勢だったギルガメスが勢力を盛り返す＝戦争が長引くということを意味していた。

## 大戦末期
ATの開発成功は、ギルガメスの反撃にも繋がった。だが、それは沈静状態を迎えていた戦いを、再び苛烈なものへと戻すことでもあった。
7189年から7210年まで続いたミヨイテ戦と、7201年から7206年にかけてのパルミス戦役、7202年に始まり、7213年7月にレッドショルダーによって終結したサンサ戦、7211年のブラセイオス戦、7213年のギャオア、オロム戦によって、ギルガメスが優勢に進んだものの、ATによる戦いは夥しい数の人命を奪った。
更に、7209年には、バララントはATM-09に対抗するためにBATM-03のファッティーを完成させ、これによってギルガメスの攻勢を凌ぎきったものの、AT開発は戦争をより長引かせ、さらなる消耗を強いたため、ATとその搭乗者達は“ボトムズ(VOTOMS)＝最低の野郎ども”という悪名で呼ばれるようになった。
様々な戦いや事件等で疲弊した末に、7213年7月9日、ようやく両軍の間で休戦条約が締結された。

## 停戦から開戦へ
しかし、この停戦は平和思想から生じたものではなく、両軍にとっては来るべき戦いのための充填期間に過ぎず、その間にPS計画や、新型ATの開発が急がれた。
だが、結局、それらの新技術はアストラギウス銀河を陰で支配してきた異能者ワイズマンの死と、それに伴うオーバーテクノロジーが眠るクエントの消滅に加え、様々な技術を有していた秘密結社の壊滅などで、活かされることはなく、負傷兵の搬送を効率的にするコールドスリープ技術のみが用いられることとなった。
7215年の第四次銀河大戦開戦時には、「神」を滅ぼしたことで銀河を騒がせた“触れ得ざる者”キリコ・キュービィーは、PSフィアナと共にそのコールドカプセルで、7247年のアレギウム騒乱まで、眠りにつくことになる。
| スタブアイコン | サブスタブ | この項目は、まだ閲覧者の調べものの参照としては役立たない、アニメに関連した書きかけの項目です。この項目を加筆・訂正などしてくださる協力者を求めています（P:アニメ/PJ:アニメ）。 |